# 静岡市立新通小学校
静岡市立新通小学校（しずおかしりつ しんとおりしょうがっこう）は、静岡県静岡市葵区駒形通二丁目にある公立小学校。

## 沿革
- 1886年（明治19年）9月 - 槐陽学校・静修学校が統合し、前身の静西尋常小学校発足。
- 1901年（明治34年）4月 - 静岡第四尋常小学校として新通大工町に開校[1]。
- 1904年（明治37年）3月 - 現在地（当時の地名：大里村川辺）に移転。
- 1913年（大正2年）4月 - 静岡市新通尋常小学校に改称。
- 1919年（大正8年） - 校章制定。
- 1927年（昭和2年）4月 - 田町尋常小学校新築により学区変更。
- 1935年（昭和10年）4月 - 静岡市駒形尋常小学校新築により学区変更。
- 1940年（昭和15年） - 校旗・校歌制定。
- 1941年（昭和16年）4月 - 静岡新通国民学校と改称。
- 1947年（昭和22年）4月 - 静岡市立新通小学校と改称。
- 1951年（昭和26年）7月 - 創立50周年記念式典実施。
- 1977年（昭和52年）2月 - 創立75周年記念式挙行。
- 1986年（昭和61年）11月 - 創立85周年記念行事。
- 2001年（平成13年）11月 - 開校100周年記念式典。

## 通学区域
| 葵区 - 大鋸町 - 川辺町一丁目 - 川辺町二丁目 - 駒形通一～三丁目 - 桜木町 - 新通一丁目 - 天王町 - 通車町 - 吉野町 - 双葉町 | - 常磐町三丁目 - 西門町 - 双葉町 - 本通四～九丁目 - 吉野町 駿河区(通称駅南) - 新川一丁目 - 馬渕一丁目 - 宮本町 |

## 進学先
- 静岡市立末広中学校　学区全域が対象。
- 静岡市立大里中学校　駿河区一部のみ対象。

## アクセス
- しずてつジャストライン用宗線、西部循環線（平日の朝方の便を除く） 「駒形二丁目」停留所から、徒歩2分